# Schorlemer (Adelsgeschlecht)

Wappen derer von Schorlemer

Schorlemer ist der Name eines alten westfälischen Adelsgeschlechts. Die Herren und Freiherren von Schorlemer gehören zu den bedeutendsten Geschlechtern des westfälischen Uradels.

## Geschichte
Erstmals urkundlich erwähnt wird das Geschlecht 1217 mit Reinfridus de Scurlemere, einem Kolonisator wendischer Ostseegebiete um Lübeck und Ratzeburg. Benannt ist die Familie entweder nach einem heute nicht mehr zu lokalisierenden Ort in der Lippstädter Gegend, in der sie seit dem 13. Jahrhundert bis heute ansässig ist, oder aber nach dem Schörmel bei Sendenhorst im Münsterland (siehe unten, Möglicher Ursprung in Sendenhorst).
Seit dem 13. Jahrhundert besaßen die Herren von Schorlemer die Herrschaft Friedhardtskirchen mit den Gütern Overhagen, Hellinghausen und Herringhausen (heute alle Ortsteile von Lippstadt).
Aus dem Geschlecht sind namhafte Angehörige hervorgegangen wie der sogenannte westfälische Bauernkönig Burghard Freiherr von Schorlemer-Alst, Nationalökonom, Parlamentarier und Gründer und Leiter des Westfälischen Bauernvereins, und dessen Sohn, der preußische Landwirtschaftsminister Clemens Freiherr von Schorlemer-Lieser.

### Linien
Im 14. Jahrhundert traten mehrere Linien unter den Namen Klusener, von Erwitte (nicht zu verwechseln mit dem gleichnamigen Uradelsgeschlecht von Erwitte) und Stenhule auf. Ab dem 15. Jahrhundert entwickelten sich aus dem Stamm Schorlemer drei große Linien auf den Rittergütern Overhagen, Herringhausen und Hellinghausen bei Lippstadt, die letztere seit dem 16. Jahrhundert mit den Ästen Oberhellinghausen und Niederhellinghausen. Die Linie Overhagen erlosch allerdings schon im 18. Jahrhundert, die Linie Hellinghausen im 19. Jahrhundert. Angehörigen der Linie Herringhausen gelang es aber im Laufe der Zeit, alle drei Rittergüter wieder in einer Hand zu vereinigen. Der von dem Geschlecht gewohnheitsrechtlich getragene Freiherrentitel fand 1844 preußische Anerkennung.

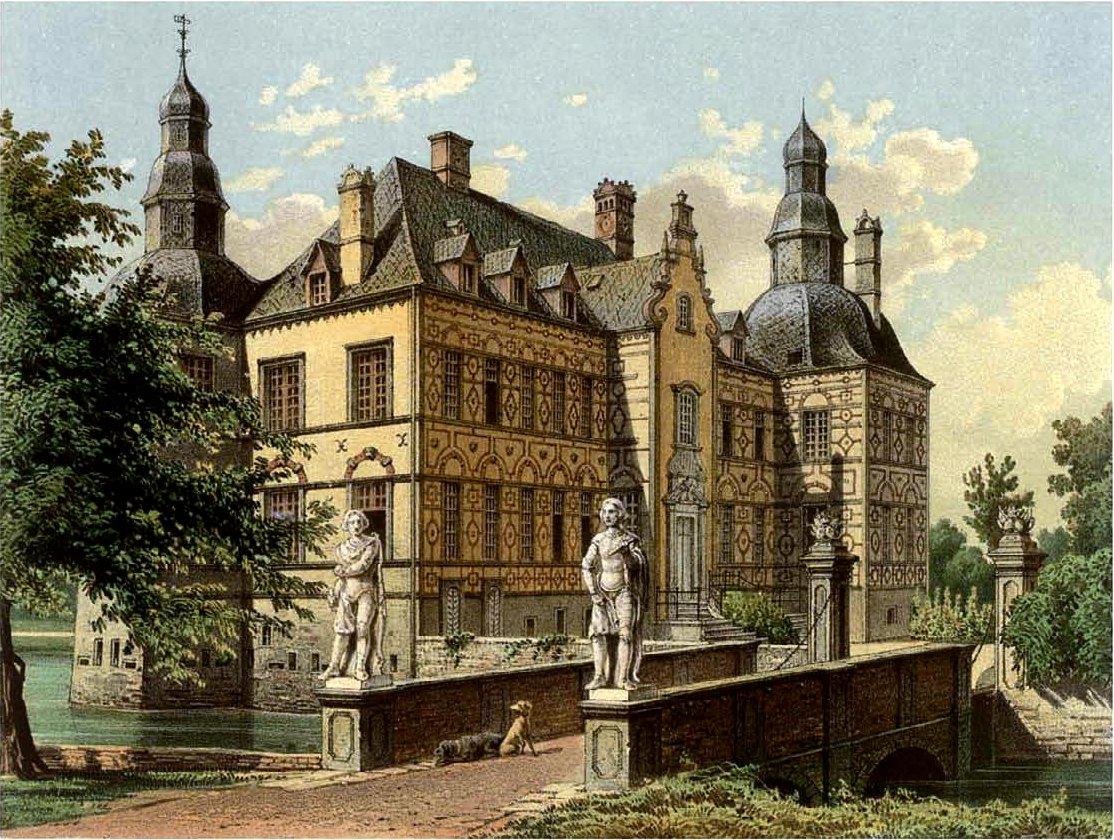
Schloss Overhagen (um 1860), seit dem 13. Jh. im Besitz der Familie
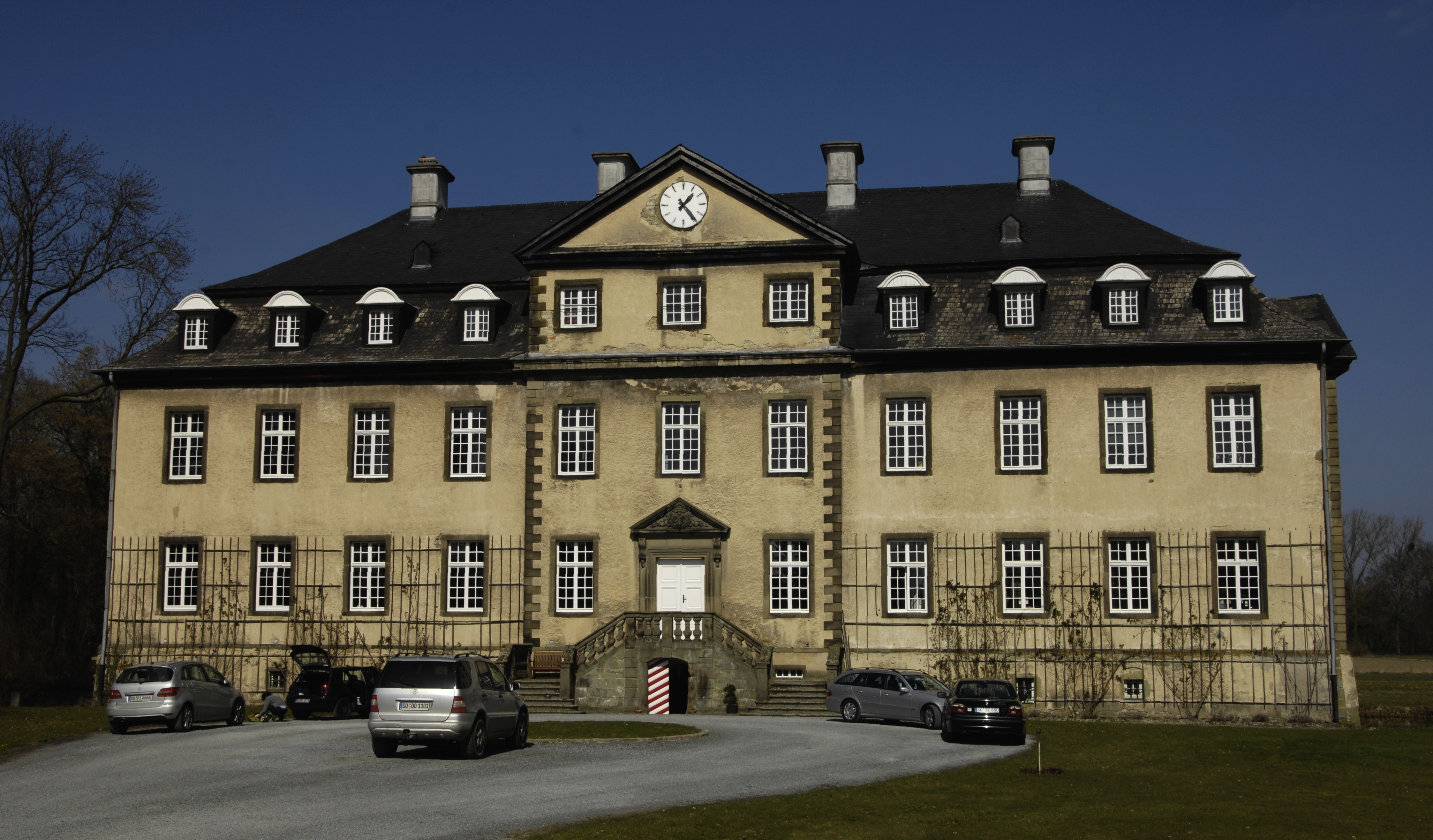
Schloss Herringhausen, seit dem 15. Jh. im Besitz der Familie

### Linie Herringhausen

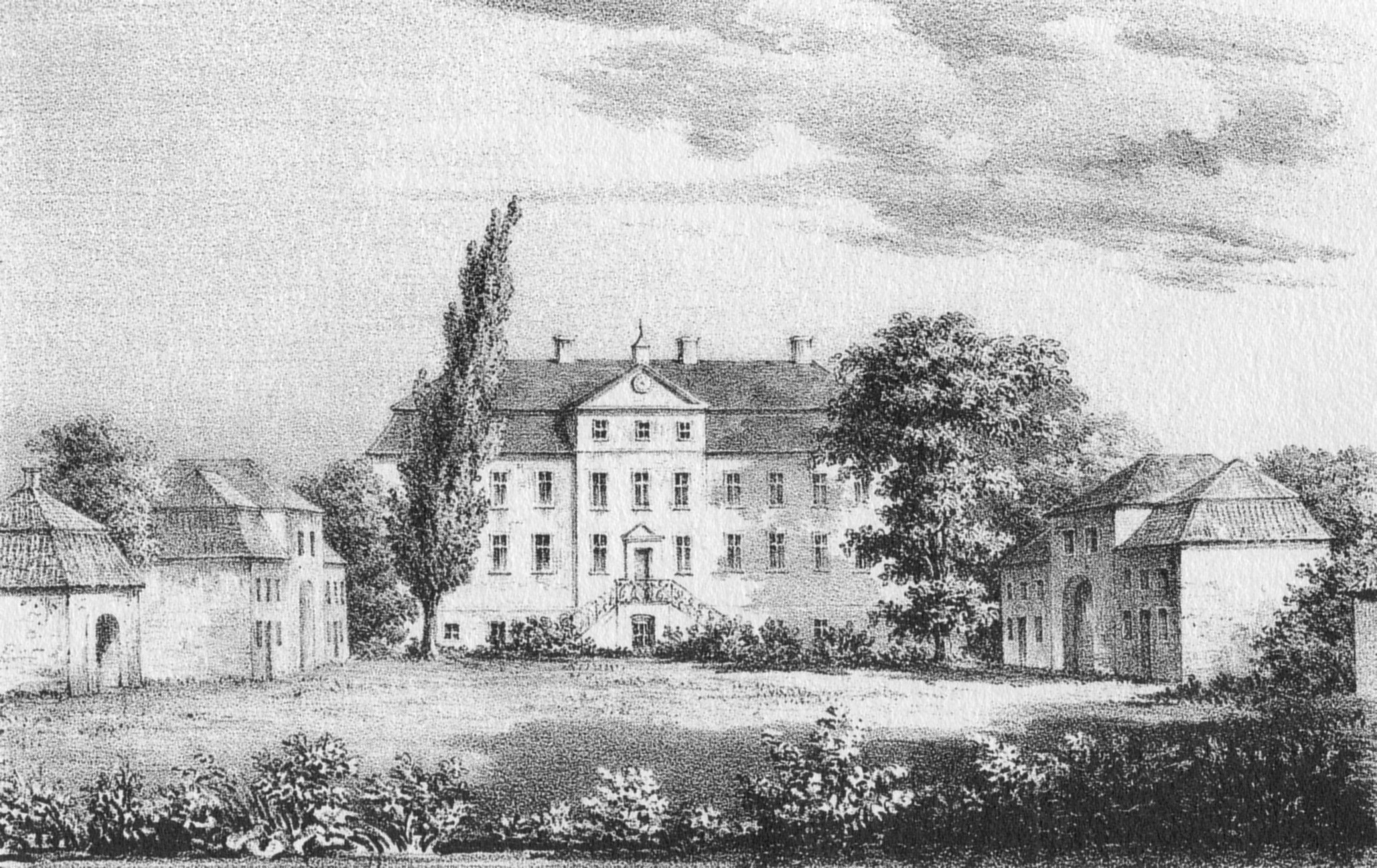
Schloss Herringhausen in Lippstadt-Herringhausen 1837

Um 1800 starben die um 1450 auf vier Söhne aufgeteilten Familienlinien teilweise wieder aus. Somit fielen die Güter Hellinghausen (Nieder- und Oberhellinghausen) sowie Overhagen an die verbliebene Linie Herringhausen. Damit war der Familienbesitz wieder vereint.
Friedrich Clemens Freiherr von Schorlemer (1815–1885) war der erstgeborene Sohn des Friedrich Wilhelm von Schorlemer (1786–1849) und begründete den neuen Zweig Herringhausen. Schloss Hellinghausen wurde nach einem Brand 1848 abgerissen. Seine Erbnachfolge auf Overhagen, Herringhausen und Hellinghausen trat der erstgeborene Sohn Friedrich (1842–1921) an; dessen Erbe wurde sein Sohn Friedrich Ludwig (1878–1948). Klemens Freiherr von Schorlemer (1932–2012) trat sodann das Erbe seines Vaters an. Er war seit 1966 mit Anna-Elisabeth Gräfin von Mensdorff-Pouilly (* 1932) verheiratet. Nach dem Tod von Klemens trat sein Sohn Friedrich Freiherr von Schorlemer (* 1971) das Erbe an.
Friedrich Clemens’ Bruder Wilhelm von Schorlemer (1821–1884) wurde Offizier, Landrat und Politiker. Er kaufte sich als Wohnsitz Gut Vehr. Er war Mitglied des Reichstages (1880 bis 1884) und des preußischen Abgeordnetenhauses (1879 bis 1882).
Der jüngste Bruder Burghard von Schorlemer-Alst wurde ebenfalls Politiker und ist als „Westfälischer Bauernkönig“ bekannt. Er war der Gründer des „Westfälischen Bauernvereins“ und Initiator der ländlichen Genossenschaftsbewegung in Westfalen sowie als Reichstagsabgeordneter ein bedeutsamer Widersacher der Politik Bismarcks im Kulturkampf. 1852 erwarb er das Rittergut Alst bei Horstmar. Sein Sohn Clemens Freiherr von Schorlemer-Lieser (1856–1922) erwarb 1895 das Weingut Schloss Lieser an der Mosel und wurde Oberpräsident der preußischen Provinz Schlesien sowie der Rheinprovinz und von 1910 bis 1917 preußischer Landwirtschaftsminister.

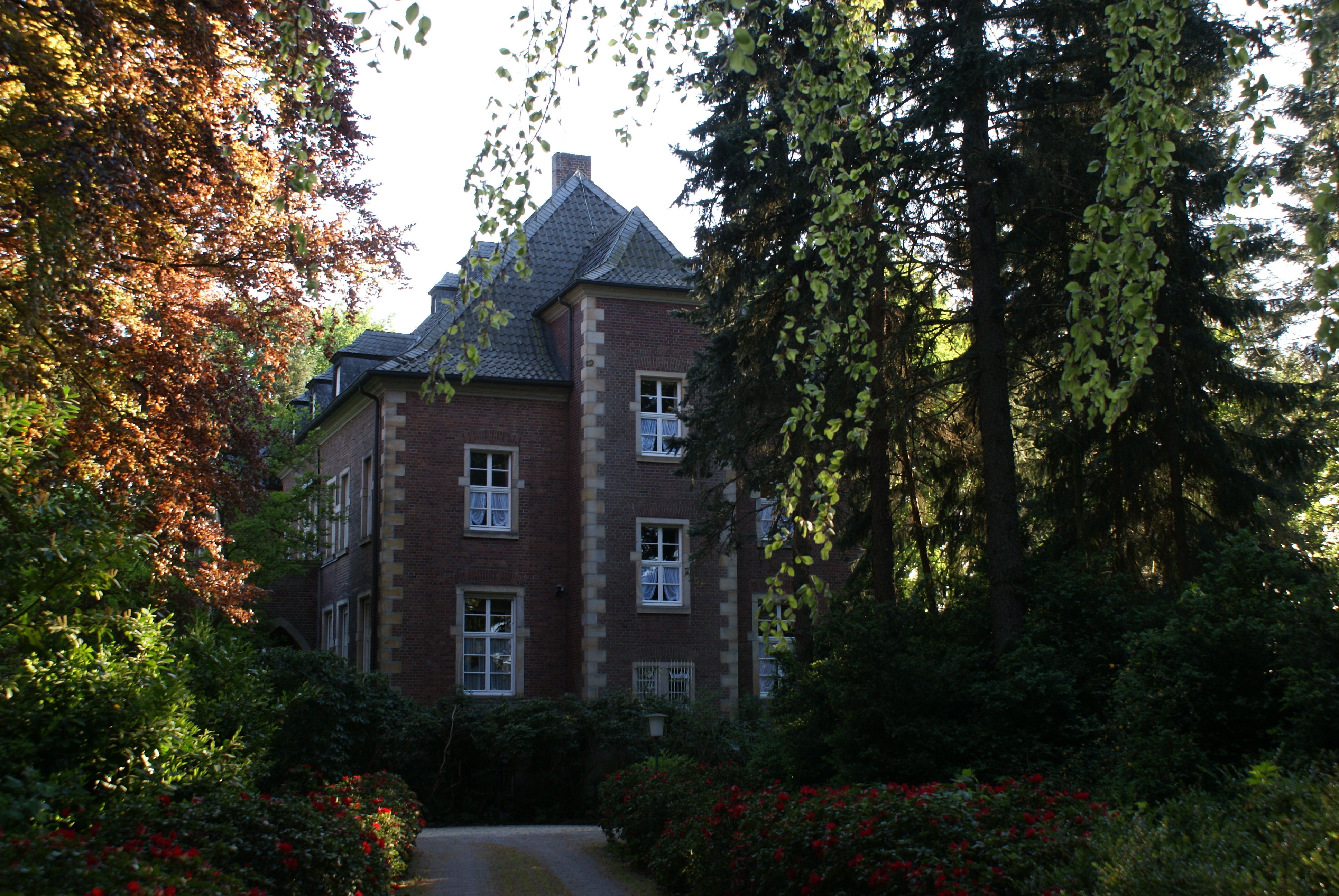
Gut Vehr
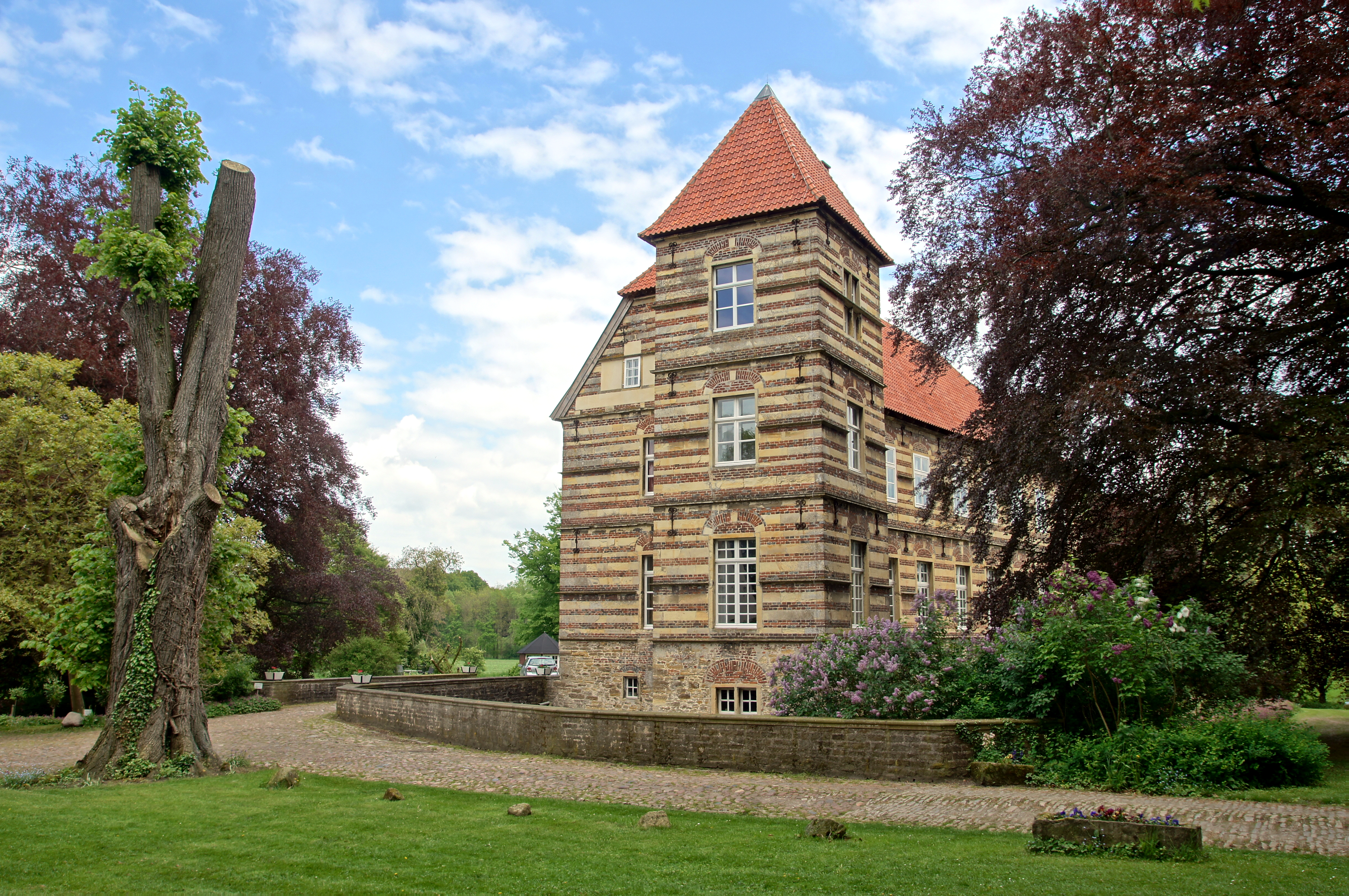
Haus Alst
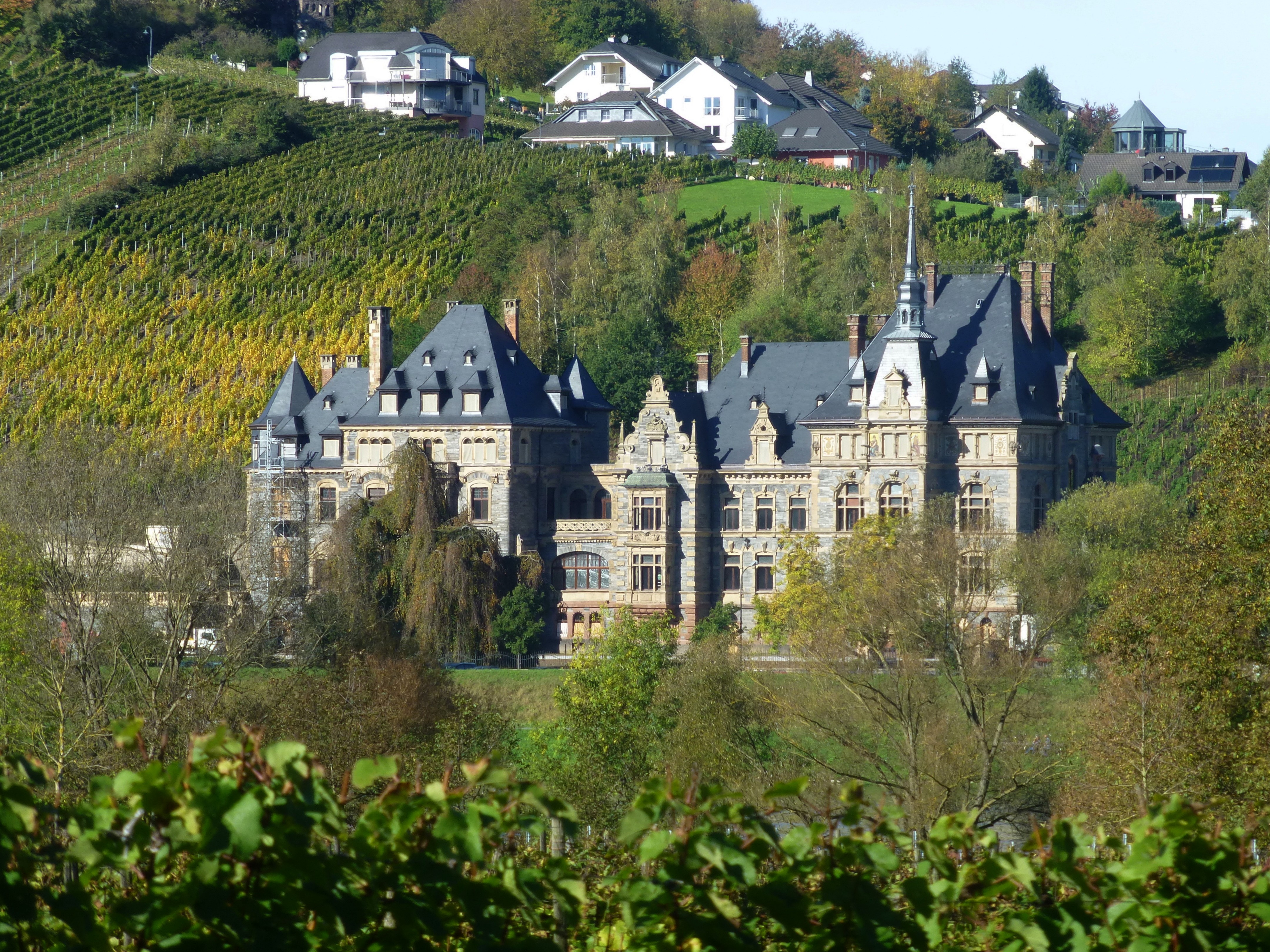
Schloss Lieser (Mosel)

### Besitzungen
Schloss Overhagen und Schloss Herringhausen sind bis heute im Familienbesitz geblieben, ebenso das Gut Hellinghausen, dessen um 1650 gebautes Schloss allerdings um 1820 abbrannte und nicht wieder aufgebaut wurde; das erhalten gebliebene Torhaus wird noch bewohnt. Außerdem gehören Familienzweigen die Wasserburg Volperhausen im Rheinland und das Rittergut Lonne bei Bramsche sowie das Gut Grundhof im Großherzogtum Luxemburg.
Haus Alst bei Horstmar blieb von 1852 bis 1935 im Besitz der Familie, Gut Vehr bei Quakenbrück von 1876 bis 1929, Gut Schlichthorst bei Merzen bis in die 1980er Jahre und das Weingut Schloss Lieser an der Mosel von 1895 bis 1981, samt dazugehörigem Weingut in Zeltingen-Rachtig.

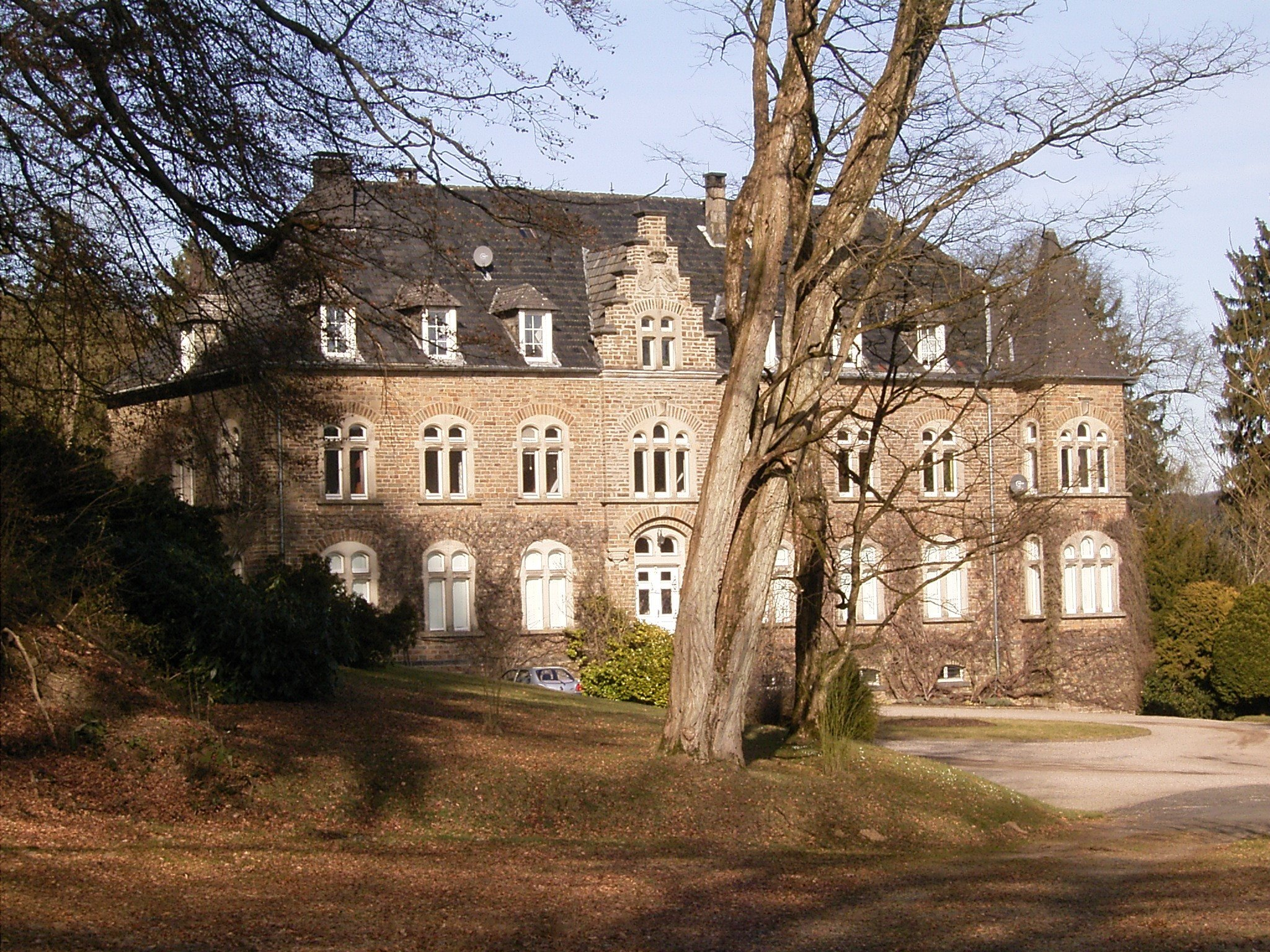
Burg Volperhausen

## Möglicher Ursprung in Sendenhorst
Die Familie von Schorlemer könnte ihren Ursprung und Stammsitz im Schörmel nordöstlich der Siedlung Sendenhorst im Münsterland haben. Allerdings hat die Familie in Urkunden, welche die Gegend um Sendenhorst betreffen, keine Spuren hinterlassen. Historische Bedeutung erlangte sie außerhalb des Münsterlandes, seit dem 13. Jahrhundert vor allem im Lippstädter Raum, wo allerdings kein Herrensitz dieses Namens belegt ist.
Ausgrabungen in der Flur „Großer Hof“ östlich von Sendenhorst offenbarten einen Oberhof des Hochstifts Münster. Das Gut im Schörmel, lat. »Scurilingis miri« (im Schierlingsumpf) – der erste Namensträger der Familie erscheint unter dem Namen de Scurlemere –, war eine hochmittelalterliche ritterliche Hofstelle, die sich durch Bauform und vor allem durch das Fundgut von den damals üblichen Höfen der bäuerlichen Bevölkerung unterscheidet. Teile des Fundmaterials – zwei beinerne Spielfiguren eines Schachspiels (Dame, Bauer) und zwei aufwändig gearbeitete Tric-Trac-Steine – zeugen von einem herausgehobenen Status seiner Bewohner.
Sollte es sich bei diesem Anwesen um den namensgebenden Stammsitz der Familie gehandelt haben, dann scheinen die Schorlemers sich jedoch Verdienst und Auskommen bei auswärtigen Herren und nicht beim bischöflichen Landesherrn gesucht zu haben, denn Urkunden nennen sie als Ritter und Burgmannen im Gefolge der Grafen von Arnsberg und Ravensberg. Sie erwarben Güter in der Umgebung von Lippstadt und Soest, wurden auch Bürger dieser Städte sowie in Geseke und Osnabrück. Andere, ursprünglich ostwestfälische Adelsfamilien wie die von Retberg und von Quernheim wurden im 14. Jahrhundert im Sendenhorster Raum begütert.
Die Schorlemer aus Friedhardtskirchen führen im Wappen einen schrägrechten Wechselzinnenbalken. Mit genau diesem Wappenbild siegeln im 14./15. Jahrhundert die Mitglieder einer Familie mit dem Spitznamen Mule (= Maul), die urkundlich auf Gütern in der Bauerschaft Elmenhorst (im Kirchspiel Sendenhorst) und in den Nachbarkirchspielen erscheinen. Zeitweilig waren sie bischöfliche Richter und Burgmannen zu Wolbeck. Auch diese Wappengleichheit mit einer hier nachweislich ansässigen Familie spricht für einen Ursprung der Schorlemer im Schörmel.
Die ehemals selbständige Landgemeinde Sendenhorst, das Kirchspiel, wählte 1938 das Wappen der Schorlemer-Mule für ihr Gemeindewappen.

## Kolonisatoren im Ostseeraum
Die Schorlemers waren vermutlich mit der ebenfalls westfälischen Familie von Warendorf verwandt, deren Stammsitz Warendorf in unmittelbarer Nachbarschaft zu Sendenhorst liegt (siehe oben, Möglicher Ursprung in Sendenhorst). Beide Familien waren jedenfalls maßgeblich an der Kolonisation und Besiedlung des Raumes zwischen Elbe und Ostsee beteiligt. Von Giselbert von Warendorf wissen wir, dass er zu dem Konsortium von Fernhandelskaufleuten und Adligen gehörte, das 1156 Lübeck gründete, zu dessen ersten Bürgermeistern er zählte. Ludolf und Reinfried von Schorlemer sind Ende des 12. Jahrhunderts als Truchsessen, Amtmänner oder Drosten der Grafen von Ratzeburg (südlich von Lübeck) erwähnt. Reinfried der Jüngere war ein erfolgreicher Siedlungsunternehmer, ein Lokator, der im Auftrag seines gräflichen Herren Dörfer plante, Siedler anwarb und Ackerland zuwies. Man kann annehmen, dass Reinfried auch Siedlungswillige aus der Stammheimat seiner Familie anwarb, jedenfalls kam die Mehrheit der Siedler aus Westfalen. In dem von slawischen Wenden nur dünn besiedelten Gebiet gründete Reinfried von Schorlemer nicht weniger als zehn Dörfer, bei Lauenburg, bei Schwarzenbek, am Schaalsee und südlich von Lübeck.
Als Kriegsmannen stritten die Schorlemer auf der Seite der Grafen von Holstein gegen die Dänen. Reinfried von Schorlemer kämpfte im Aufgebot der norddeutschen Fürsten, die am 22. Juli 1227 dem Dänenkönig Waldemar II. bei Bornhöved eine vernichtende Niederlage beibrachten. Bornhöved beschränkte die dänische Herrschaft auf die Eidergrenze. In einem ersten Vertrag bürgte Reinfried zusammen mit dem Grafen von Schwerin gegenüber dem gefangenen Dänenkönig. Gegen Ende des 13. Jahrhunderts treffen wir Mitglieder der Familie Schorlemer in Lübeck, letztmals 1296 Reynfridus Scorlemorle.

### Scharenberg genannt Schorlemer

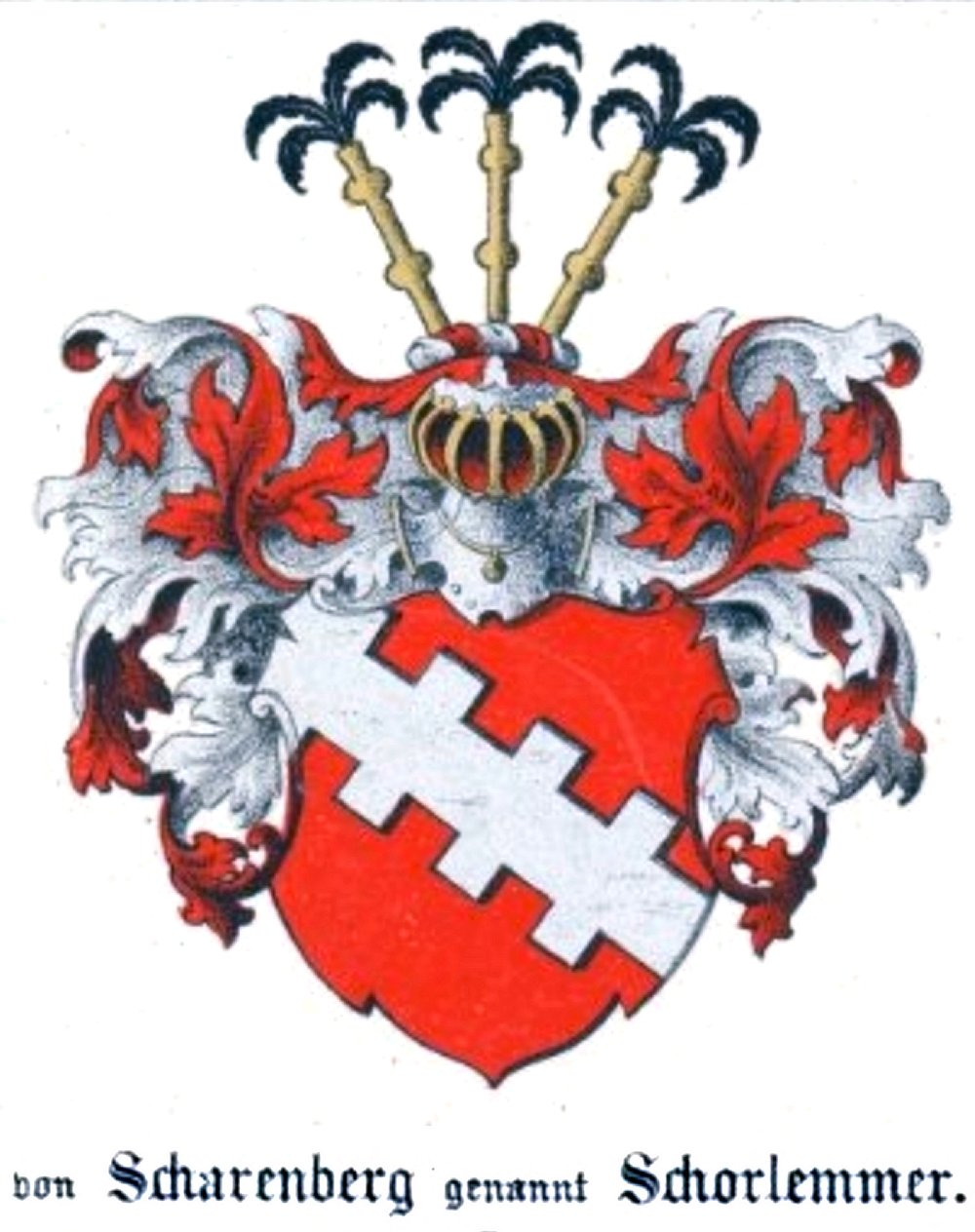
Wappen derer von Scharenberg genannt Schorlemer

Angehörige waren bereits im Mittelalter im baltischen Deutschordensstaat niedergelassen wo sie sich Scharenberg, später Scharenberg gen. Schorlemer nennen. Im Jahre 1271 erwarb Christian Scharenberg die Güter Mart, Sarn und Apones. Die gesicherte Stammreihe der am 11. Juni 1746 in die Estländische Ritterschaft immatrikulierte Linie beginnt mit Renver Scharenberch auf Kartwell († vor 1428). Rembert von Scharenberg († 1549) war 1528–1532 Vogt von Narwa und von 1534 bis 1549 Komtur von Reval. Sein Bruder Paul von Scharenberg wurde Stammvater der estländischen Linie. Mit Bernhard von Scharenberg († 1645) auf Sack und Sauß stellte die Familie einen estländischen Landrat sowie von 1612 bis 1617 einen Ritterschaftshauptmann. Die estländischen Güter Klein Sauß (1536–1774) und Groß Sauß (1546–1732), dazu auf Oesel Katwell (1417–1496), schließlich das livländische Kersell (1601–1728) waren am längsten bei der Familie. Im 19. Jahrhundert ist die Familie in Estland erloschen, bestand aber im inneren Russland fort. Friedrich (Fedor) Scharenberg (* 1802) war russischer Generalmajor der Flotte.

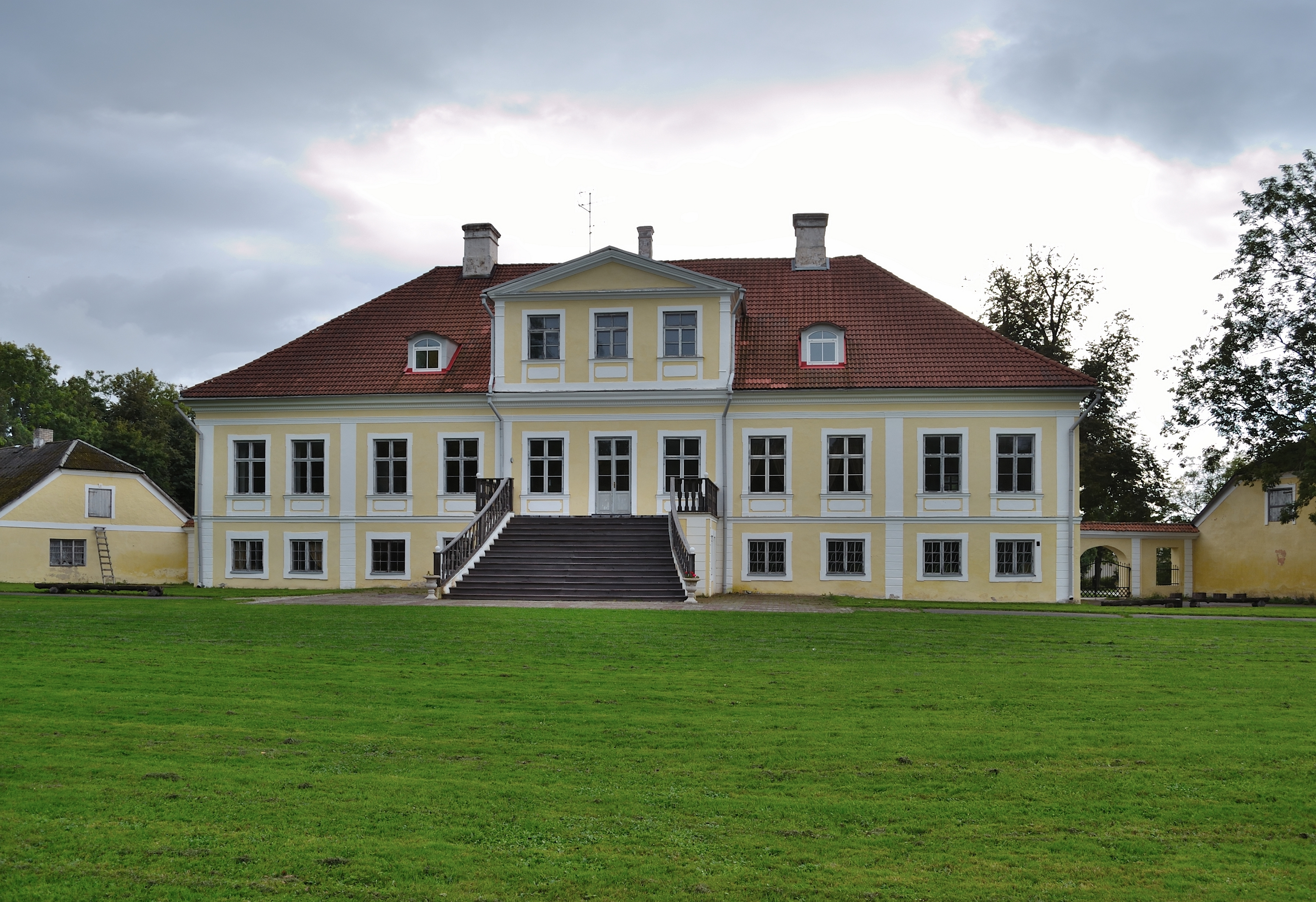
Herrenhaus Klein Sauß (2011)

## Wappen
Das Stammwappen zeigt in rot einen schrägrechten silbernen Wechselzinnenbalken. Auf dem Helm mit rot-silbernen Decken sind drei goldene, oben mit fünf grünen Hahnenfedern besteckte Schalmeien.

Burghard Freiherr von Schorlemer-Alst (1825–1895), Begründer des westfälischen Bauernvereins, Vorsitzender der Zentrumspartei im Preußischen Landtag, Reichstagsabgeordneter

Clemens Freiherr von Schorlemer-Lieser (1856–1922), preußischer Landwirtschaftsminister

## Namensträger
- Hermann Werner Joseph von Schorlemer, Oberst (aus der Linie Overhagen), bezog das Schloss Herzford, 1734/1735 Regimentsinhaber eines paderbornischen und von 1735 bis 1766 eines münsterschen Infanterieregiments
- Ludwig Wilhelm von Schorlemer (1695–1776), von 1747 bis 1760 Regimentsinhaber eines preußischen Dragonerregiments
- Johann Itel von Schorlemer (vor 1710 bis nach 1745), Kaiserlichen Reichs-Kammergerichts Pfenningmeister.
- Franz Friedrich Wilhelm von Schorlemer (1761–1814), Vater von Friedrich Wilhelm von Schorlemer
- Friedrich Wilhelm von Schorlemer (1786–1849), u. a. Vater von Wilhelm von Schorlemer und Burghard von Schorlemer-Alst
- Wilhelm von Schorlemer (1821–1884), preußischer Offizier, Landrat und Politiker der Zentrumspartei.
- Burghard von Schorlemer-Alst (1825–1895), deutscher Politiker, Begründer des westfälischen Bauernvereins, Vorsitzender der Zentrumspartei im Preußischen Landtag, Reichstagsabgeordneter und im Kulturkampf Gegner Bismarcks. Vater von Clemens Freiherr von Schorlemer-Lieser; Mitbegründer des Kreditinstituts Landschaft für die Provinz Westfalen
- Friedrich von Schorlemer-Alst (1854–1934), Jurist, Landrat im Kreis Ahaus, Mitglied des westfälischen Provinziallandtags, Neffe von Wilhelm von Schorlemer
- Clemens Freiherr von Schorlemer-Lieser (1856–1922), preußischer Landwirtschaftsminister
- Hubert von Schorlemer-Alst (1856–1930), sächsischer Redakteur und Militärwissenschaftler
- August Freiherr von Schorlemer-Lieser, Sohn von Clemens Freiherr von Schorlemer-Lieser
- Ferdinand von Schorlemer (1870–1935), Sohn von Wilhelm von Schorlemer, Landrat des Kreises Warburg
- Karl Friedrich Freiherr von Schorlemer (1886–1936), deutscher Gutsbesitzer, Jurist und Politiker (DNVP)
- Wilhelm Freiherr von Schorlemer (1888–1965), deutscher Politiker (NSDAP) und SA-Führer
- Reinhard von Schorlemer (* 1938), deutscher Politiker, gehörte für die CDU dem deutschen Bundestag an
- Joachim von Schorlemer (* 1957), stellvertretender Vorstandsvorsitzender der ING-DiBa AG
- Sabine Irene Freifrau von Schorlemer (* 1959), deutsche Völkerrechtlerin und ehemalige sächsische Wissenschaftsministerin; ehemalige Ehefrau des Wirtschaftsanwalt Andreas Freiherr von Schorlemer

## Weitere Literatur
- Otto Hupp: Münchener Kalender 1927. Buch u. Kunstdruckerei AG, München / Regensburg 1927.